# 教育工学
教育工学（きょういくこうがく、英語: educational technology）は、教育現場の改善に資する、教育効果の高いアーティファクトを設計・開発・評価する学問である。

## 概要
教育工学については、さまざまな立場があり、教育に必要な道具や技術を生み出すことを目的とするものから、工学の持つ技術思想的な手法を教育活動に応用することを目的とするものまでがある。第二次世界大戦後に活発に研究が行われるようになり、1980年代までは比較的新しい領域といわれていた。2000年代以降は、インターネットの普及に後押しされるかたちで、急激に成長した研究分野である。
従来、教育工学は、生産業などで見られる「ドキュメント化」を教育現場でも行っていこうとする「教育技術の体系的集積」にも取り組んでいた。しかし、現在では、教育技術について同一場面において同一のものを用いるという態度に教育活動上において問題があることが明らかになりつつあり、教育工学の目的は、従来と比較して変遷がみられるといわれている。
現代において教育工学は、より創造的・効率的な教育を行うための技術の研究を行う学問としても捉えられており、教育で活用される情報について研究する教育情報学や、情報の教育について研究する情報教育論などの基礎論としても捉えようとする動きもある。現代の教育工学においては、情報学や教育方法学などと相まって、視聴覚教育として使用されるスライドプロジェクタ、映像（映画、放送教育）、OHP、そしてコンピュータなどの教育にも用いることができるメディア（教育メディア）の活用についても研究されるようになっており、教育工学において、これらの機器の基礎的側面が研究されることもある。
しかし、基礎論と応用論の区分は厳格なものではなく、教育工学を含む具体的な各研究においては、基礎的領域から応用的領域までを適宜扱っていることが多い。このような事情を背景に、教育工学の語は、「技術の教育方面への応用」という意味合いが強調される形で、教育に関して工学的な要素を持つ研究の総称としても用いられるようになってきている。

## 一般的な工学と教育工学の違い
英語において、一般的な工学についてはengineering と呼称されるのに対して、教育工学についてはeducational technology と呼称されている。一般的に、工学においては技術者養成の視点が含まれているが、教育工学は「教育技術者」の養成を意図していないと考えられている。このような背景もあってか、日本において工学部に教育工学科・教育工学課程というようなものは設けられておらず、教育工学全般については、教育学部で扱われる学問分野と考えられることも多い。
なお、情報教育についての情報工学からのアプローチなどもあり、このような個別の研究については、工学部を含む多様な学部で扱われている。

## 教育工学の歴史

### 教育工学の成り立ち～初期
産業革命以降、物作りは徐々に自動化の道を歩み始めた。
そしてフォード社が自社の車を生産するのに、流れ作業による方式を考案した。
これにより、従来は一人の職人が1台ずつ仕上げていた車を、
大量の人（しかも、それぞれに割り当てられる仕事はごく簡単で、素人でもできる）を用いて
効率よく大量の車を生産することができた。
この流れ作業の図式を教育に応用しようと、出現したのが教育工学である。
すなわち、
1. 材料を、生産計画に合わせて工場に投入
2. 工場から出てきた製品を計画と照らし合わせて検査
3. 問題がなければ出荷

という一連のプロセス(テイラーシステム)を教育に置き換え、
1. 未教育の子どもを、教育計画に合わせて学校に入学させる
2. 教育を終えた子どもを計画と照らし合わせて検査(学力検査、テスト)
3. 検査結果に問題がなければ卒業

というように考えた。　
教員という職業は職人的な側面が強く、十分な教育が可能なレベルにまで達するには、教員の職についてから、さらに10年ほども必要だとされる。
前述の流れ作業的教育を行うためには、この教職技術を、科学的方法によって検証し、教授技術をマニュアル化する必要があった。
この、教育プロセス及び教授技術のマニュアル化を行うために発生した学問が教育工学である。

## おもな研究者

### 日本
- 堀田龍也、鈴木克明、家本修、後藤忠彦、清水康敬、菅原良、福田真規夫、大竹公一郎、市川衛、黒上晴夫、坂元昂、加納寛子、神谷勇毅、樋口直宏、中原淳、石島辰太郎、三尾忠男、矢野米雄、渡部信一、井上光洋

### その他
- エドガー・デール(en:Edgar Dale)、バラス・スキナー

## 主な学会
| 学会名                                           | 主な研究内容／対象（教育工学分野）                                                 |
| ------------------------------------------------ | ---------------------------------------------------------------------------------- |
| 電子情報通信学会（ET：教育工学研究会）           | 教育を対象とした工学的研究，教育情報の解析法，評価技術，CAI，CMI                   |
| 教育システム情報学会（旧 CAI学会）               | CAI，ITS，CSCW/L，人工知能技術応用，分散協調学習支援技術（SNS 技術応用），情報教育 |
| 日本教育工学会                                   | 授業研究，教師教育，評価技術，教材開発，情報教育                                   |
| 視聴覚・放送教育学会                             | 授業でのメディア利用，学校放送用番組                                               |
| 科学教育学会                                     | 物理・化学・生物・地学・数学分野における科学的教育方法                             |
| 教育方法学会                                     | 実践研究，教師教育，メディアリテラシー                                             |
| 教育心理学会                                     | 学習・教授活動の心理的研究                                                         |
| 情報処理学会（CE：コンピュータと教育研究会）     | 情報処理教育・情報教育の内容・方法，教育情報処理システム                           |
| 人工知能学会（ALST：先進的学習科学と工学研究会） | ITS，ILE，データマイニング，知識処理，モデリング技術，対話処理，CSCL               |
| 認知科学会                                       | 認知過程，学習・問題解決過程                                                       |